# Morden (Metropolitano de Londres)
Morden é uma estação do Metropolitano de Londres. Fica localizada no borough londrino de Merton. Ela é o terminal sul da Northern line.

## Serviços e conexões
A estação fica no extremo sul da linha Northern na zona tarifária 4 de Londres. É a estação mais ao sul de toda a rede do Metrô de Londres. A próxima estação ao norte é South Wimbledon. As frequências dos trens variam ao longo do dia, mas geralmente operam a cada 2 a 5 minutos entre 05h15 e 00h05.
As linhas de ônibus de Londres 80, 93, 118, 154, 157, 163, 164, 201, 293, 413, 470 e K5, e as linhas noturnas N133 e N155 servem a estação.